# Manuel Vicentini
Manuel Matías Vicentini (Sanford, 29 agosto 1990) è un calciatore argentino, portiere del Belgrano.

## Carriera
Cresciuto nel settore giovanile del Boca Juniors, milita negli xeneizes dal 2012 al 2015 come portiere di riserva senza riuscire ad  esordire in prima squadra. Nel 2015 viene acquistato a titolo definitivo dal Sarmiento (J) con cui fa il suo esordio fra ai professionisti il 25 luglio 2017 in occasione dell'incontro di Primera División vinto 3-2 contro l'Atlético Rafaela.

## Statistiche

### Presenze e reti nei club
Statistiche aggiornate al 31 luglio 2021.
| Stagione        | Squadra         | Campionato      | Campionato | Campionato | Coppe nazionali | Coppe nazionali | Coppe nazionali | Coppe continentali | Coppe continentali | Coppe continentali | Altre coppe | Altre coppe | Altre coppe | Totale | Totale |
| Stagione        | Squadra         | Comp            | Pres       | Reti       | Comp            | Pres            | Reti            | Comp               | Pres               | Reti               | Comp        | Pres        | Reti        | Pres   | Reti   |
| --------------- | --------------- | --------------- | ---------- | ---------- | --------------- | --------------- | --------------- | ------------------ | ------------------ | ------------------ | ----------- | ----------- | ----------- | ------ | ------ |
| 2016-2017       | Sarmiento (J)   | PD              | 1          | -2         | CA              | 2               | -5              |                    | -                  | -                  |             | -           | -           | 3      | -7     |
| 2017-2018       | Sarmiento (J)   | PN              | 6          | -3         | CA              | 0               | 0               |                    | -                  | -                  |             | -           | -           | 6      | -3     |
| 2018-2019       | Sarmiento (J)   | PN              | 31         | -17        | CA              | 0               | 0               |                    | -                  | -                  |             | -           | -           | 31     | -17    |
| 2019-2020       | Sarmiento (J)   | PN              | 20         | -21        | CA              | 0               | 0               |                    | -                  | -                  |             | -           | -           | 20     | -21    |
| 2020            | Sarmiento (J)   | PN              | 8          | -5         |                 | -               | -               |                    | -                  | -                  |             | -           | -           | 8      | -5     |
| 2021            | Sarmiento (J)   | PD              | 4          | -6         | CA+CdL          | 3+11            | -1;-18          |                    | -                  | -                  |             | -           | -           | 18     | -25    |
| Totale carriera | Totale carriera | Totale carriera | 70         | -54        |                 | 24              | -24             |                    | -                  | -                  |             | -           | -           | 94     | -78    |

## Palmarès

### Club

#### Competizioni nazionali
- Primera B Nacional: 1

Sarmiento (J): 2020